# Qian Gu
Qian Gu ou Ch'ien Ku ou Ts'ien Kou, surnom: Shubao, nom de pinceau: Qingshi est un peintre de figures, de paysages et calligraphe chinois du XVIe siècle, né en 1508, originaire de Suzhou (ville de la province du Jiangsu), mort après 1574. 

## Biographie
N'ayant pu faire d'études dans sa jeunesse, étant orphelin, il a pourtant l'opportunité et la chance de devenir l'élève du peintre Wen Zhengming. Il se met à dévorer les livres, s'intéressant à la composition littéraire, la calligraphie et même l'épigraphie.

Il établit peu à peu sa réputation de poète, calligraphe et peintre.

Les œuvres qui nous sont parvenues témoignent de sa grande habileté technique, notamment dans l'usage des points au « poivre rouge » transmis par Shen Zhou et Wen Zhengming, de même que dans les ombrages subtiles et les encres nuancées caractéristiques du groupe de Wen.

## Musées
- Cologne (Mus. für Ostasiatische Kunst):
  - Paysage de lac avec un homme dans un bateau, signé et daté 1546, encre sur papier, éventail.
  - Paysage avec deux hommes sur un pont, daté 1579, encre sur papier, éventail.
- Paris Mus. Guimet:
  - Amis se reposant à l'ombre d'un sous-bois, signé et daté 1569, encre sur papier, rouleau en hauteur accompagné d'une inscription.
- Pékin (Mus. du Palais):
  - Lettré dans un pavillon ouvert, admirant la première neige, datée 1541, encre et couleur sur papier, inscription du peintre.
  - Touffe de bambous, signé et daté 1548, encre sur papier.
  - Temple dans la brume d'un bois, daté 1561, encre et couleurs sur soie, petit rouleau en longueur.
- Shanghai:
  - En puisant de l'eauprès d'un pavillon de montagne, couleurs sur papier, rouleau en hauteur.
- Stockholm  (Nat. Mus.):
  - Paysage de haute montagne, signé.

Taipei (Nat. Palace Mus.):
- - Fleurs d'abricotier et pie, signé et daté 1569.
  - Préparation du thé au Mont Huishan, signé et daté 1570, encre et couleurslégères sur papier, rouleau en hauteur.
  - Voyageurs dans les monts enneigés, signé et daté 1572.
  - Zhong Kui, signé et daté 1572.
  - Récolte de Fungi, signé et daté 1572.
  - La première neige au sud de la ville, inscription datée 1574, encre et couleurs légères sur papier, rouleau en hauteur.
  - La rosée de jade dans le bosquet de la grue, encre et couleurs légères sur papier, rouleau en longueur illustrant l'ouvrage de Luo Dajing de la Dynastie Song, calligraphie de Peng Nian et datée 1566.
  - Paysages, sept peintures sur éventail.